# Alejandro Villanueva
Carlos Alejandro Villanueva Martínez (Lima, 4 de junio de 1908-Lima, 11 de abril de 1944) fue un futbolista y entrenador peruano que destacó como delantero. Apodado Manguera, realizó toda su labor futbolística como jugador del Club Alianza Lima de la Primera División del Perú. Es el máximo ídolo del cuadro aliancista y del fútbol peruano.
Inició su carrera como futbolista de Primera División en el primer equipo de Alianza Lima. Su debut fue el 9 de enero de 1927, en un partido amistoso frente al Association FBC. Fue líder del Rodillo Negro, equipo histórico aliancista, que entre 1927 y 1937 consiguió cinco títulos y cuatro subtítulos. Además establecieron récords vigentes, como mantener el invicto en partidos oficiales durante tres años y medio, conseguir veintiséis victorias de forma consecutiva y sostener una producción goleadora de 4.8 goles por partido en toda una campaña. Por su condición de líder en el equipo, era conocido como El Maestro. Fue parte de las exitosas campañas aliancistas a nivel internacional, venciendo a equipos extranjeros que visitaban Lima o en giras por Centroamérica, Norteamérica y Chile. Defendió la camiseta de Alianza Lima durante dieciséis años ininterrumpidos. En ese período obtuvo cinco títulos y cuatro subtítulos, consagrándose además como goleador del Campeonato Peruano de Fútbol en dos ocasiones.
Con la selección de fútbol del Perú disputó once encuentros oficiales y anotó seis goles, donde consiguió la medalla de oro de los Juegos Bolivarianos de 1938. Participó en la Copa Mundial de Fútbol de 1930 en Uruguay, en los Juegos Olímpicos de Berlín 1936, en los Juegos Bolivarianos de 1938 y en tres ediciones del Campeonato Sudamericano de Selecciones (1927, 1935, 1937), donde consiguió el tercer lugar en dos ocasiones.
Por su destacado dominio del balón, es considerado el creador de la identidad del fútbol peruano por su característico juego pícaro y elegante. Adelantado a su época introdujo, en el Perú, jugadas que se popularizaron con el tiempo como la huacha, la chalaca y el pase del desprecio. Tuvo una rápida acogida dentro de la hinchada y artistas, como Felipe Pinglo y Pedró Espinel, quienes compusieron canciones en valses y polcas en su honor. Falleció a los 35 años en el Hospital Dos de Mayo en Barrios Altos debido a la tuberculosis.

## Biografía

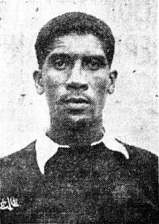
Alejandro Villanueva, máximo ídolo de Alianza Lima.

Alejandro Villanueva nació el 4 de junio de 1908 en el cuarto número 8 del callejón Santa Rosa, ubicado en la calle Malambo (avenida Francisco Pizarro) del distrito del Rímac. Sus padres fueron Mamerto Villanueva, albañil, y Melchora Martínez, lavandera.Su infancia la pasó en la calle Malambo pero luego su familia se mudó a la calle Maravillas (jirón Áncash cuadra 13), en los Barrios Altos, donde vivió varios años.
Su padre falleció cuando tenía cinco años y su madre quedó al cuidado de él y su hermano Gregorio. Debido a su condición de pobreza, dejó los estudios a temprana edad para dedicarse al trabajo de ayudante de albañil.  Estuvo casado con Otilia Gutiérrez, con la que tuvo un hijo, Víctor. Luego de quedar viudo, contrajo nupcias con Rosa Falcón y tuvo una hija, Luzmila.
Su historia como futbolista comienza en la niñez, cuando era arquero del Sport Inca del Rímac. Luego, participó como defensa en el Teniente Ruiz de la División Intermedia. A los 18 años, debutó con la camiseta de Alianza Lima, el 9 de enero de 1927, en un partido amistoso frente al Association FBC. Mientras que, su primer partido oficial con la escuadra aliancista fue el 22 de mayo de 1927 frente al Ciclista Lima Association válido por el campeonato local. Su primer gol internacional fue en el amistoso disputado contra el Real Madrid en el que marcó el gol del empate.
Desarrolló su carrera profesional en el Club Alianza Lima, a pesar de haber recibido ofertas del extranjero. En su época fue considerado el máximo exponente del fútbol criollo por su juego vistoso y pícaro, que más adelante se replicó en muchas generaciones de futbolistas peruanos y que ha identificado al conjunto blanquiazul.
Debido a su vida bohemia se retiró de manera temprana del fútbol en 1943. Falleció el 11 de abril de 1944 debido a la tuberculosis en la sala Santa Rosa del Hospital Dos de Mayo, a la edad de 35 años. Sus restos se encuentran en el Cementerio Presbítero Matías Maestro, específicamente en el nicho 10-1C del Cuartel Santa Aurelia, al lado de otras figuras insignes de la historia y la cultura del Perú.

## Trayectoria

### Alianza Lima

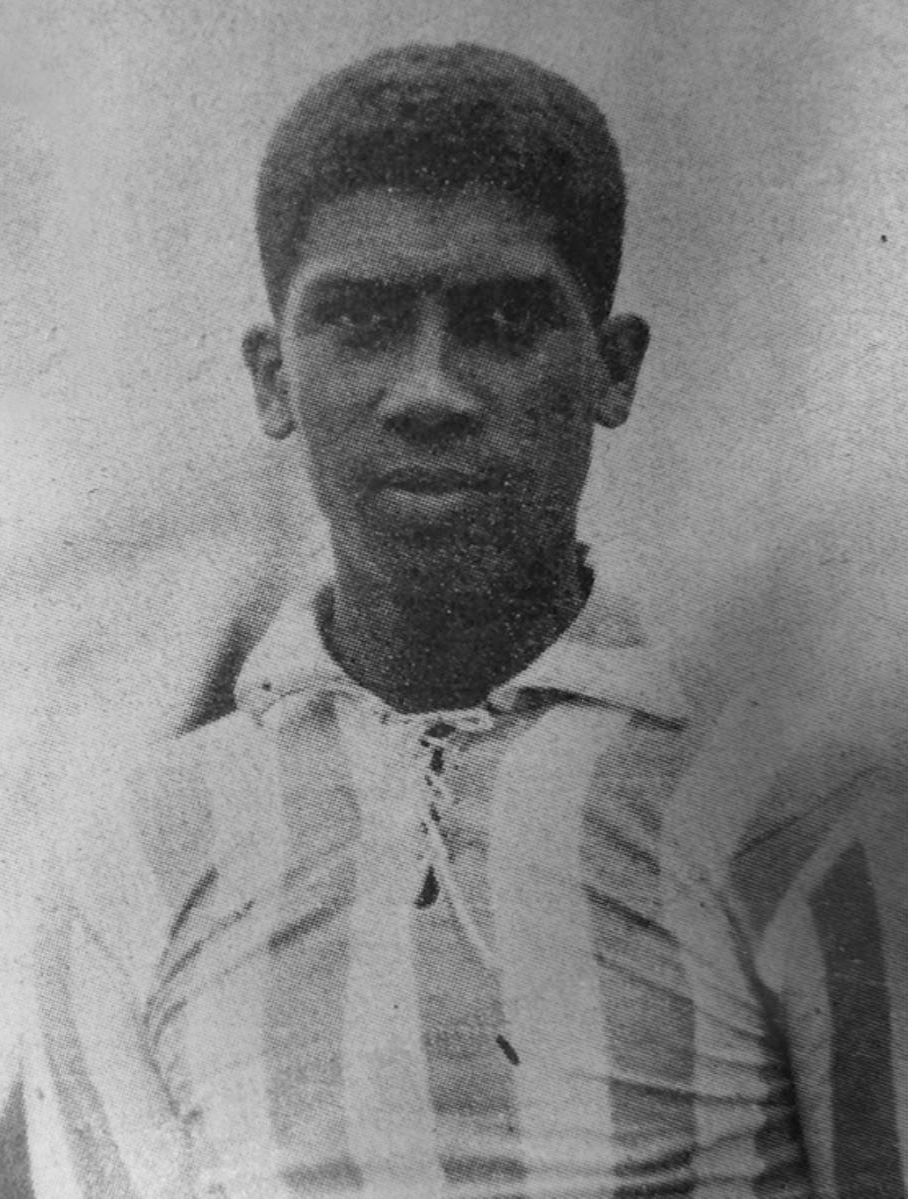
Manguera Villanueva en su juventud.

Alejandro Villanueva debutó exitosamente en Primera División con Alianza Lima el 22 de mayo de 1927, donde obtuvo el campeonato nacional con tres goles de su autoría.  En 1928, obtuvo el bicampeonato en un partido de definición frente a Universitario de Deportes por 2 a 0. Asimismo, fue el mejor jugador y goleador de la temporada con diez anotaciones, desde ese momento, se convirtió en referente del equipo blanquiazul.
Fue invitado junto a Alianza Lima a una gira por Costa Rica, financiada por los clubes Libertad y Herediano.El elenco aliancista llegó a tierra costarricense a finales del diciembre de 1927. El 1 de enero de 1928 se jugó el primer partido contra Herediano en el Estadio Nacional de San José.
El año 1928, reforzó al Atlético Chalaco, junto a Demetrio Neyra y Alberto Montellanos, en la primera gira de un equipo peruano a Chile. Fue figura destacada en las presentaciones realizadas por los chalacos ante Colo Colo, Unión Deportiva Española, Audax Italiano, San Luis, Santiago Wanderers, Everton, Selección de Valparaíso y en su viaje de regreso, contra el Marítimo de Tocopilla.

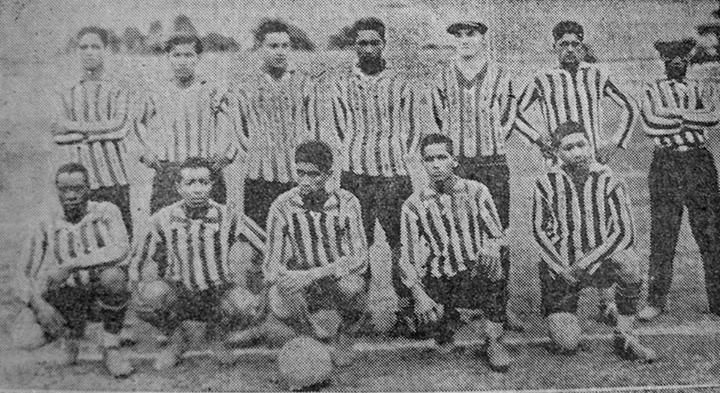
Villanueva (ubicado al centro inferior) debutó junto al cuadro aliancista campeón de 1927.

Ese mismo año, en un encuentro jugado en el Callao, Manguera Villanueva realizó una jugada de gol sorprendente. Esta jugada ya se había visto años antes en los puertos del Perú, donde se practicaba el fútbol desde el siglo anterior, la cual por ese origen se llamaba «chalaca». A esta jugada se le conocía como «caracol» o «alejandrina», variante de la popular chalaca.
En 1929, a raíz de un enfrentamiento con la Federación Peruana de Fútbol, Alianza Lima fue separado del campeonato nacional que lideraba en forma invicta, hasta la octava fecha. Villanueva y sus compañeros fueron suspendidos de toda competición oficial, por lo que adoptaron el sobrenombre de Los Íntimos de la Victoria, con el que jugaron partidos de exhibición en canchas de provincias. Alejandro Villanueva, líder nato, se acercó a la Federación Peruana de Fútbol para solicitar el levantamiento del castigo que había sido a perpetuidad, el castigo fue impuesto porque los jugadores aliancistas renunciaron a la selección por motivos económicos. Asimismo, Villanueva reta a un partido a la Selección Peruana de Fútbol, que tuvo una pésima participación en el Campeonato Sudamericano realizado en Buenos Aires por la ausencia de los aliancistas. Como respuesta, los dirigentes de la FPF adujeron que "no trataban con los jugadores" por lo que Juan Bromley, presidente de Alianza Lima, realizó oficialmente el pedido recibiendo una respuesta afirmativa. Alianza Lima venció por 2 goles a 0 a la Selección Peruana de Fútbol y a poco de finalizar el encuentro, el árbitro cobra un penal a favor de Alianza Lima. Alejandro Villanueva se dispone a patear el penal y voltea el rostro hacia la tribuna occidente, donde se ubicaban los dirigentes de la FPF, luego, sin mirar el balón ni el arco, sin dejar de mirar la tribuna occidente, patea el penal echando la pelota fuera de la cancha, en un gesto de total desaire ante la sanción que habían impuesto los dirigentes de la FPF a su Alianza Lima; gesto que fue aplaudido por el público asistente.

«Jamás dejaré el Alianza, quiero mucho a mi club para poder dejarlo.»
Alejandro Villanueva, revista Variedades (1930).

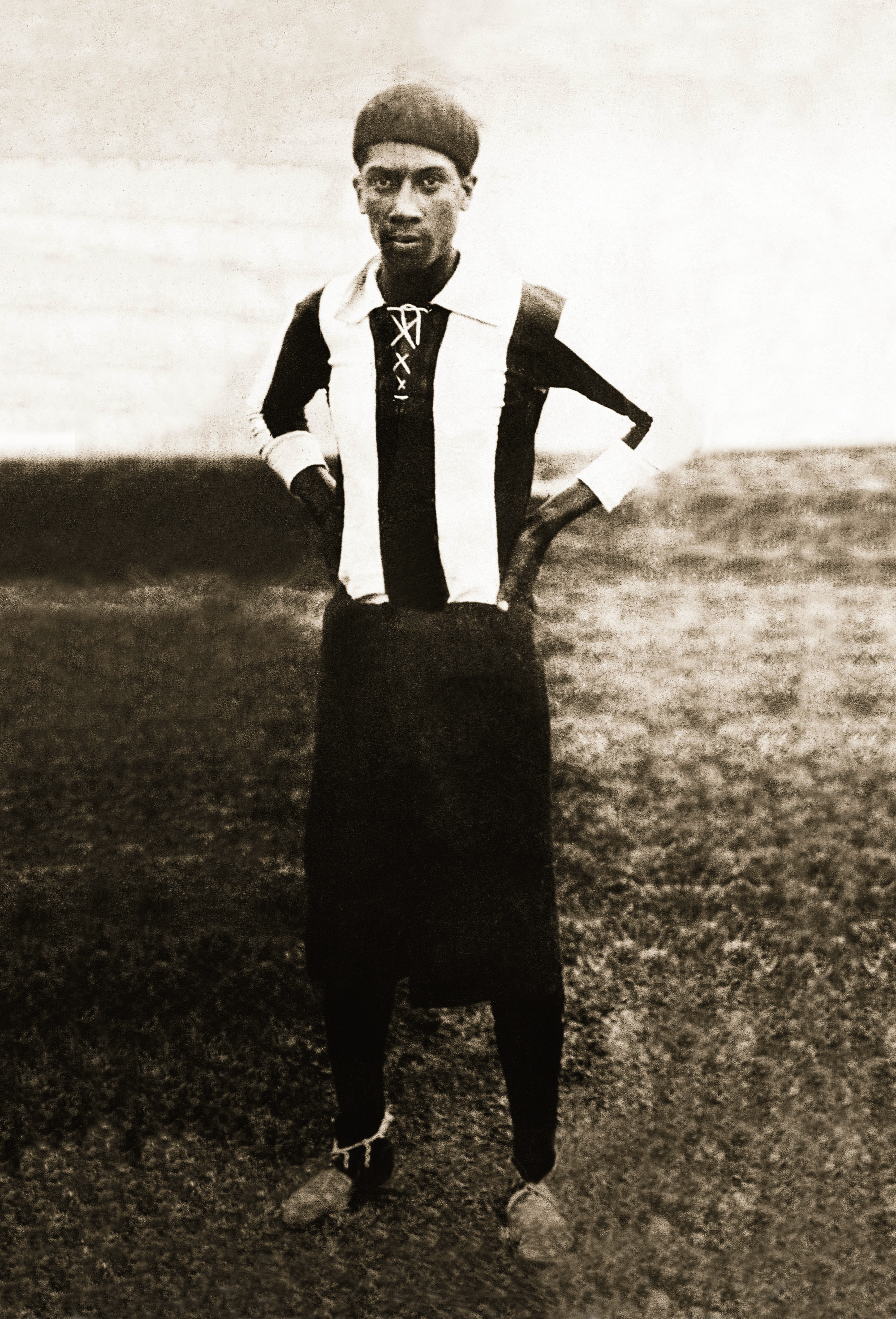
Alejandro Villanueva con el clásico uniforme aliancista.

En 1931, ya solucionado el problema con la federación, Alianza Lima consiguió nuevamente el título y Villanueva fue el goleador del campeonato con 16 tantos. El título se repetiría en 1932 y 1933. El domingo 18 de noviembre de 1934, Alianza conquistó cuarto título de liga consecutivo liderado por Alejandro Villanueva, pero Universitario de Deportes lo derrotó en un partido de definición del Campeonato Peruano de 1934 el año siguiente. Dicho campeonato ha resultado polémico ya que la tabla de posiciones final sumaba los puntos del torneo de primeros equipos y 1/4 de los puntos del torneo de reservas en la clasificación general. Al quedar empatado el Torneo de Primeros Equipos, el torneo de reservas le dio al Alianza Lima la ventaja final en la clasificación general por 0.25 puntos, después de la última fecha en la cual Alianza ganó al Universitario los partidos en ambas categorías. Universitario reclamó (consideraba esto injusto) y tras un partido de desempate ganó el torneo. Actualmente la FPF y la ADFP consideran a Universitario como el campeón de dicho año. En el año 2013, el club aliancista elevó ante la Federación Peruana de Fútbol una solicitud de rectificación acompañada de un expediente con todas las pruebas recopiladas por la Comisión de Investigación Histórica del Club, actualmente sin respuesta oficial.

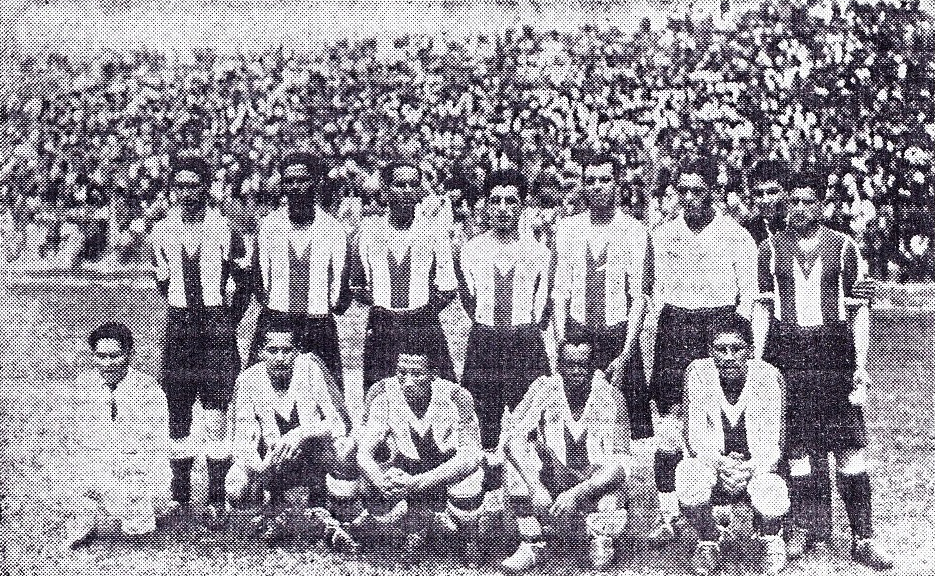
Alejandro Villanueva (ubicado en el extremo derecho inferior) previo al clásico del 18 de noviembre de 1934.

En los años 1930 eran habituales las giras que hacían los equipos peruanos, entre las más importantes destaca la que realizó Alianza en 1935 a Chile, donde Villanueva y compañía deleitaron con su fútbol pícaro, venciendo a todos sus rivales y ganándose el mote del "Rodillo Negro", porque demolía a sus rivales y la mayoría de sus jugadores eran afroperuanos. En el equipo destacaban el arquero Juan Valdivieso y la gran delantera conformada por José María Lavalle, Adelfo Magallanes, Teodoro Fernández, y José Morales. También Centroamérica fue parte de la gira, donde admiraron la exquisita técnica de Manguera.
En 1935, el Alianza Lima obtuvo el segundo lugar del campeonato. Con el torneo local suspendido, Villanueva formó parte de la selección peruana en los Juegos Olímpicos de Berlín de 1936 y la Copa América de Argentina de 1937. En 1937, nuevamente obtuvo el subcampeonato con el cuadro aliancista. Al finalizar el campeonato de 1938, tras una mala campaña descendió a la Primera División de la Liga Provincial de Lima de 1939, ascendiendo un año después a la división de honor.
Entre 1941 y 1943, Villanueva también se dedicó a ser director técnico de Alianza Lima. En 1943, se retiró del fútbol. En su época los campeonatos eran cortos, por ello tan jugó 99 partidos oficiales marcando un total de 71 goles en la liga, pero anotó muchos más en los amistosos y en las giras que realizó con Alianza Lima. La institución aliancista reconoció la trayectoria de su máximo ídolo, inscribiendo su nombre en el frontis de su estadio. Ubicado en el barrio de Matute, del distrito de La Victoria, en Lima.

### Selección de fútbol del Perú

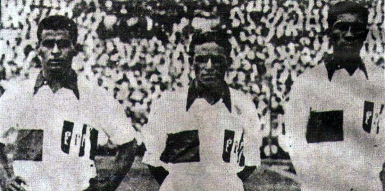
Jorge Alcalde, Teodoro Fernández y Alejandro Villanueva integrantes de la plantilla que obtuvo el bronce en el Campeonato Sudamericano 1935.

Fue internacional con la selección de fútbol del Perú en once partidos oficiales y marcó seis goles. Su debut se produjo el 30 de octubre de 1927 en un partido ante la selección de Uruguay, válido por el Campeonato Sudamericano de ese año, que finalizó con victoria para los uruguayos por marcador de 4:0. El 27 de noviembre del mismo año, anotó su primer gol ante el seleccionado de Argentina.
Fue seleccionado nacional en la Copa Mundial de 1930 en Uruguay, donde disputó ambos partidos como titular frente a Rumania y Uruguay. Su segunda participación en la Campeonato Sudamericano fue en 1935, siendo titular en los tres partidos de la selección y obtuvo la medalla de bronce.

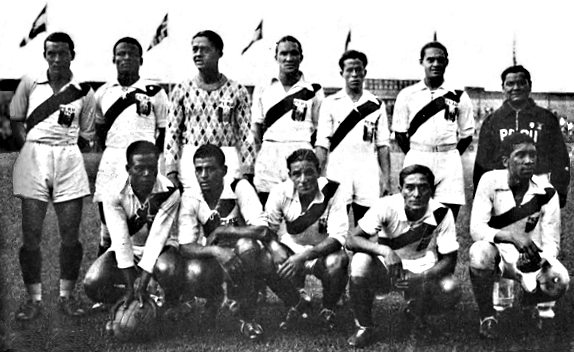
Villanueva Martínez (ubicado en el extremo derecho inferior) junto con la selección peruana que participó en los Juegos Olímpicos de 1936.

Seis años más tarde integró la selección peruana que participó en los Juegos Olímpicos de Berlín 1936, alcanzando las semifinales luego de vencer cómodamente a Finlandia por marcador de 7:3, con dos goles de su autoría y a Austria por 4:2, luego de ir perdiendo 2:0 y lograr empatar en los últimos quince minutos del tiempo reglamentario. Esto provocó una supuesta invasión del campo de juego por parte de los aficionados peruanos que se encontraban en el estadio.
En el tiempo extra Perú logró anotar dos goles más, obteniendo la victoria. Sin embargo, Austria protestó ante la FIFA y se ordenó disputar un partido de revancha sin espectadores, situación ante la cual el gobierno peruano decidió que toda la delegación nacional abandonara el evento deportivo, dando como ganadores del encuentro a los austriacos. En esos Juegos Olímpicos anotó 4 goles (2 a Austria y 2 a Finlandia).
En el Campeonato Sudamericano 1937 fue titular frente a Brasil y anotó un gol. En 1938, con la mayoría de los «futbolistas olímpicos» y tras vencer con facilidad a las selecciones de Colombia, Ecuador, Bolivia y Panamá, Perú obtuvo la medalla de oro en los I Juegos Bolivarianos anotando dieciocho goles en los cuatro encuentros. En este campeonato disputó su último partido, el 14 de agosto de 1938, en la victoria peruana frente a Bolivia.

## Estadísticas

### Clubes
| Club         | País | Año       | Partidos | Goles | Promedio |
| ------------ | ---- | --------- | -------- | ----- | -------- |
| Alianza Lima | Perú | 1927-1943 | 99       | 71    | 0,72     |

### Selección nacional

#### Mundiales
| Mundial                        | Sede    | Resultado | Partidos | Goles | Media goleadora |
| ------------------------------ | ------- | --------- | -------- | ----- | --------------- |
| Copa Mundial de Fútbol de 1930 | Uruguay | Décimo    | 2        | 0     | 0               |

#### Olimpiadas
| Olimpiadas                      | Sede   | Fase      | Partidos | Goles | Media goleadora |
| ------------------------------- | ------ | --------- | -------- | ----- | --------------- |
| Juegos Olímpicos de Berlín 1936 | Berlín | Semifinal | 2        | 4     | 2               |

#### Bolivarianos
| Bolivarianos                | Sede     | Fase         | Partidos | Goles | Media goleadora |
| --------------------------- | -------- | ------------ | -------- | ----- | --------------- |
| Juegos Bolivarianos de 1938 | Colombia | Primer Lugar | 1        | 0     | 0               |

#### Copas América
| Copa América                 | Sede      | Fase         | Partidos | Goles | Media goleadora |
| ---------------------------- | --------- | ------------ | -------- | ----- | --------------- |
| Campeonato Sudamericano 1927 | Perú      | Tercer lugar | 2        | 1     | 0.5             |
| Campeonato Sudamericano 1935 | Perú      | Tercer lugar | 3        | 0     | 0               |
| Campeonato Sudamericano 1937 | Argentina | Cuarto lugar | 1        | 1     | 1               |

#### Detalle
| Cronología completa de los partidos con la selección de fútbol del Perú | Cronología completa de los partidos con la selección de fútbol del Perú | Cronología completa de los partidos con la selección de fútbol del Perú | Cronología completa de los partidos con la selección de fútbol del Perú | Cronología completa de los partidos con la selección de fútbol del Perú | Cronología completa de los partidos con la selección de fútbol del Perú | Cronología completa de los partidos con la selección de fútbol del Perú |
| Fecha                                                                   | Ciudad                                                                  | Local                                                                   | Resultado                                                               | Visitante                                                               | Competición                                                             | Goles                                                                   |
| ----------------------------------------------------------------------- | ----------------------------------------------------------------------- | ----------------------------------------------------------------------- | ----------------------------------------------------------------------- | ----------------------------------------------------------------------- | ----------------------------------------------------------------------- | ----------------------------------------------------------------------- |
| 01-11-1927                                                              | Lima                                                                    | Uruguay                                                                 | 4:0                                                                     | Perú                                                                    | Campeonato Sudamericano 1927                                            | 0                                                                       |
| 27-11-1927                                                              | Lima                                                                    | Argentina                                                               | 5:1                                                                     | Perú                                                                    | Campeonato Sudamericano 1927                                            | 1                                                                       |
| 14-07-1930                                                              | Montevideo                                                              | Rumania                                                                 | 3:1                                                                     | Perú                                                                    | Copa Mundial 1930                                                       | 0                                                                       |
| 18-07-1930                                                              | Montevideo                                                              | Uruguay                                                                 | 1:0                                                                     | Perú                                                                    | Copa Mundial 1930                                                       | 0                                                                       |
| 13-01-1935                                                              | Lima                                                                    | Uruguay                                                                 | 1:0                                                                     | Perú                                                                    | Campeonato Sudamericano 1935                                            | 0                                                                       |
| 20-01-1935                                                              | Lima                                                                    | Argentina                                                               | 4:1                                                                     | Perú                                                                    | Campeonato Sudamericano 1935                                            | 0                                                                       |
| 26-01-1935                                                              | Lima                                                                    | Perú                                                                    | 1:0                                                                     | Chile                                                                   | Campeonato Sudamericano 1935                                            | 0                                                                       |
| 06-08-1936                                                              | Berlín                                                                  | Perú                                                                    | 7:3                                                                     | Finlandia                                                               | Juegos Olímpicos de Berlín 1936                                         | 2                                                                       |
| 08-08-1936                                                              | Berlín                                                                  | Perú                                                                    | 4:2                                                                     | Austria                                                                 | Juegos Olímpicos de Berlín 1936                                         | 2                                                                       |
| 27-12-1936                                                              | Buenos Aires                                                            | Brasil                                                                  | 3:2                                                                     | Perú                                                                    | Campeonato Sudamericano 1937                                            | 1                                                                       |
| 14-08-1938                                                              | Bogotá                                                                  | Perú                                                                    | 3:0                                                                     | Bolivia                                                                 | Juegos Bolivarianos de 1938                                             | 0                                                                       |
| Total de partidos                                                       | Total de partidos                                                       | 11                                                                      | 11                                                                      | 11                                                                      | Total de goles                                                          | 6                                                                       |

### Resumen estadístico
| Club y selección   | Partidos | Goles | Promedio |
| ------------------ | -------- | ----- | -------- |
| Alianza Lima       | 99       | 71    | 0,72     |
| Selección del Perú | 11       | 6     | 0,55     |
| Total              | 110      | 77    | 0,64     |

## Palmarés

### Campeonatos nacionales
| Título                              | Club         | País | Año  | Goles |
| ----------------------------------- | ------------ | ---- | ---- | ----- |
| Primera División del Perú           | Alianza Lima | Perú | 1927 | 0     |
| Primera División del Perú           | Alianza Lima | Perú | 1928 | 9     |
| Primera División del Perú           | Alianza Lima | Perú | 1931 | 18    |
| Primera División del Perú           | Alianza Lima | Perú | 1932 | 3     |
| Primera División del Perú           | Alianza Lima | Perú | 1933 | 3     |
| Torneo de Primeros Equipos          | Alianza Lima | Perú | 1931 | 18    |
| Torneo de Primeros Equipos          | Alianza Lima | Perú | 1932 | 3     |
| Torneo de Primeros Equipos          | Alianza Lima | Perú | 1933 | 3     |
| Primera División de la Liga de Lima | Alianza Lima | Perú | 1939 | 3     |
| Ascenso a la División de Honor      | Alianza Lima | Perú | 1939 | 0     |

### Campeonatos internacionales
| Título              | Equipo             | País | Año  |
| ------------------- | ------------------ | ---- | ---- |
| Juegos Bolivarianos | Selección del Perú | Perú | 1938 |

### Distinciones individuales
| Distinción                                    | Año  |
| --------------------------------------------- | ---- |
| Goleador de la Primera División del Perú      | 1928 |
| Mejor jugador de la Primera División del Perú | 1928 |
| Goleador de la Primera División del Perú      | 1931 |

## Comentarios
Diversos personajes del fútbol peruano se refirieron a Manguera Villanueva y su trayectoria.

«Villanueva ha sido uno de los más excepcionales artífices del fútbol. "El Maestro" impuso su genialidad y su talento. Admiré la grandeza de su juego, pero sufrí moralmente cuando me tocó reemplazar a quien precisamente había admirado en mi niñez. Dominó la pelota a su antojo, brindándonos demostraciones de magia futbolística.»
Luis "Caricho" Guzmán (exjugador de Alianza Lima)

«Muchos años jugué a su lado; sobre todo, en el extranjero y donde pude apreciar su real capacidad. Jugador de clase, que surgió con perfiles consagratorios, Villanueva no necesitó mucho para llegar al corazón del pueblo. Le sobró calidad, ingenio, picardía. No encuentro palabras para definirlo en toda su magnificencia. No obstante, expreso mi gran admiración hacia el crack que otrora me abrió el camino para saborear mis mejores éxitos. Considero que el desaparecido jugador ha sido lo más extraordinario del balompie nacional. Su juego se afirmó en sus atributos personalísimos y en la gama de sus grandes recursos. Poseía el don de la genialidad y así pudo brillar esplendorosamente. Fue inimitable.»
Lolo Fernandez (exjugador de Universitario de Deportes)

«Actué en la época de Villanueva y pude aquilatar su valía insuperable. Brilló en todos los fields; especialmente, en los foráneos y donde hizo exhibiciones de su destreza balompedística. Villanueva jugaba y hacía jugar. Infundía ánimo y no le gustaba perder. Por eso lo admiré y lo seguiré admirando. Su clase no podrá ser superada.»
Juan Criado (exjugador de Universitario de Deportes)

«¡Alejandro Villanueva…!. Un verdadero maestro. Gran jugador y excelente amigo. Cuando jugué a su lado aprendí muchas cosas. Era un portento de sabiduría. Difícilmente saldrá un jugador de los kilates de Alejandro. Creo que "Manguera" se adelantó a su época. Señorial, preciso en los pases, tenía demás don de mando. En el Alianza Lima fue inimitable.»
Juan "La Víbora" Quispe (exjugador de Alianza Lima)

## Condecoraciones
| Condecoración                         | Año  |
| ------------------------------------- | ---- |
| Laureles Deportivos.                  | 1952 |
| Salón de la Fama del Deporte Peruano. | 2012 |

## Homenajes
Alejandro Villanueva recibió diversos homenajes tanto en vida como después de su fallecimiento. Recibió la máxima distinción que un deportista peruano puede recibir de parte del Estado, los Laureles Deportivos en Primera Clase, por su destacada trayectoria en el balompié peruano.
El compositor peruano Felipe Pinglo Alva le dedicó el vals Alejandro Villanueva y la polca Villanueva el As, otro tema en su honor fue Al Maestro obra del compositor peruano Pablo Casas Padilla, interpretado por Los Embajadores Criollos, trío criollo peruano. Pedro Espinel Torres, el Rey de las Polcas, compuso el vals Alejandro Villanueva, interpretado por grandes exponentes del criollismo como Arturo "Zambo" Cavero, Óscar Áviles, Esther "Bartola" Dávila.

«Si juegas el cuerpo has de vencer, demuestras pupila de marcar, Alejandro Villanueva "El As", tus jugadas son de gran saber.»
Felipe Pinglo Alva

En septiembre del 2000, el estadio Alianza Lima fue renombrado como estadio Alejandro Villanueva en vísperas del centenario del club victoriano. Asimismo, el Estadio Municipal del Rímac, distrito que lo vio nacer, también lleva su nombre en homenaje. Además del jirón Alejandro Villanueva de la urbanización Apolo del distrito de La Victoria.
En 2015, con motivo del aniversario 108 de su nacimiento, la Hermandad Aliancista y el Club Alianza Lima realizaron una romería en culto al 'Maestro' en el Cementerio Presbítero Matías Maestro donde fue enterrado. En 2018, con motivo del aniversario 110 de su natalicio, los jugadores aliancistas vistieron una camiseta estilo retro en homenaje a 'Manguera' en la previa del encuentro frente a Unión Comercio. La encargada de dar el play de honor fue Luzmila Villanueva Falcón, hija del ídolo aliancista.

## Curiosidades
El nacimiento y fallecimiento de Alejandro Villanueva tienen en común el nombre de Santa Rosa de Lima, pues nació en el solar Santa Rosa de la calle Malambo (hoy conocida como avenida Francisco Pizarro) en el Rímac y fue en la sala Santa Rosa del Hospital Nacional Dos de Mayo de Barrios Altos donde falleció.
La amistad que tuvo con el exponente de la música, Felipe Pinglo Alva, lo hizo parte de varias tertulias en las cuales mientras el compositor daba rienda suelta a su inspiración, el futbolista escribía las frases y versos, que más adelante se convertirían en canciones.
Dieciocho días antes de su fallecimiento, ocurrió su casamiento religioso con Rosa Falcón Rodríguez, el 24 de marzo de 1944, en el área de urgencia del Hospital Nacional Dos de Mayo, este suceso tuvo como testigo a Teodoro Fernández, Juan Valdivieso, Adelfo Magallanes según el acta del registro civil.
El 12 de abril de 1944, día de su sepelio en el Cementerio Presbítero Matías Maestro, se registró la participación de una muchedumbre donde tomaron la palabra diversas personalidades en homenaje, así como también las delegaciones de los clubes locales, porteños y de los balnearios de Lima. El ataúd tuvo el detalle de llevar los colores azul y blanco, en representación de su trayectoria aliancista, así como el pabellón nacional, como parte de su legado en la selección nacional.